# Oscar Andréhn
Oscar Fredrik Andréhn, född 7 november 1899 i Hedvig Eleonora församling, Stockholm,  död 11 september 1981 i Katarina församling, Stockholm, var en svensk boxare. 
Andréhn blev svensk amatörmästare i fjädervikt 1923 och 1925. Han blev europamästare i samma klass 1925. Vid OS i Paris 1924 blev Andréhn fyra i bantamvikt.
År 1926 blev Andréhn professionell. Av det 30-tal professionella matcher som han utkämpade förlorade han fyra.
Han medverkade bland annat i filmen Harry Persson – Bud Gorman 1927. Oscar Andréhn är begravd på Norra begravningsplatsen utanför Stockholm.